# Goły Wierch (Gorce)
Goły Wierch (782 m) – szczyt w Gorcach, znajdujący się w długim, wschodnim grzbiecie Gorca, który poprzez Lelonka, przełęcz Wierchmłynne, Zdzar, Bystrą, Goły Wierch, Kopiec, Tworogi i Tylmanowską Górę ciągnie się aż do Dunajca. Od jego szczytu w północnym kierunku opada krótki grzbiet opływany przez dwa źródłowe cieki Potoku Górkowego. W kierunku południowo-zachodnim, w widły Ochotnicy i potoku Młynne opada dużo dłuższy grzbiet ze szczytem Łysa Góra.
Goły Wierch jest całkowicie porośnięty lasem. Nazwy wskazują jednak, że kiedyś musiał być znacznie bardziej bezleśny (jeszcze kilkadziesiąt lat temu). Nie prowadzi przez niego żaden znakowany szlak PTTK, ale w 2015 r. gmina Ochotnica Dolna w ramach szerszego programy budowy wież widokowych i tras rowerowych wykonała i oznakowała nowe szlaki turystyki rowerowej i narciarskiej.
Przez Goły Wierch biegnie granica między wsią Ochotnica Dolna w powiecie nowotarskim (południowo-zachodni grzbiet) i Kamienicą w powiecie limanowskim (grzbiet północny).

## Szlaki turystyczne
Tylmanowa (Rzeka) – Buciory – Twarogi – Kopiec – Goły Wierch – Działek – Bystra – Zdzar – przełęcz Wierchmłynne – Wierch Lelonek – Tokarka – Gorc Młynieński
 Ochotnica Dolna (Brysiówki) – Buciory.